# 2 december
2 december är den 336:e dagen på året i den gregorianska kalendern (337:e under skottår). Det återstår 29 dagar av året.

## Återkommande bemärkelsedagar

### Nationaldagar
- Förenade arabemiratens nationaldag
- Laos nationaldag (Republikens dag)

## Namnsdagar

### I den svenska almanackan
- Nuvarande – Beata och Beatrice
- Föregående i bokstavsordning
  - Babiana – Namnet fanns, till minne av en romersk jungfru, som egentligen hette Bibiana och dog martyrdöden 363, på dagens datum före 1774, då det utgick.
  - Beata – Namnet fanns tidigare på 22 december, men flyttades 1774 till dagens datum och har funnits där sedan dess.
  - Beatrice – Namnet infördes på dagens datum 1986 och har funnits där sedan dess.
  - Betty – Namnet infördes på dagens datum 1986, men flyttades 1993 till 9 februari och utgick 2001.
- Föregående i kronologisk ordning
  - Före 1774 – Babiana
  - 1774–1900 – Beata
  - 1901–1985 – Beata
  - 1986–1992 – Beata, Beatrice och Betty
  - 1993–2000 – Beata och Beatrice
  - Från 2001 – Beata och Beatrice
- Källor
  - Brylla, Eva (red.). Namnlängdsboken. Gjøvik: Norstedts ordbok, 2000 ISBN 91-7227-204-X
  - af Klintberg, Bengt. Namnen i almanackan. Gjøvik: Norstedts ordbok, 2001 ISBN 91-7227-292-9

### Finlandssvenska almanackan
- Nuvarande från 2025[1] – Beatrice, Bernice, Bea, Beata
- I föregående revideringar[a][2]
  - 1929–1949 – Beata
  - 1950–2004 – Beata, Beatrice
  - 2005–2019 – Beata, Beatrice, Bernice
  - 2020–2024 – Beatrice, Bernice, Beata

## Händelser

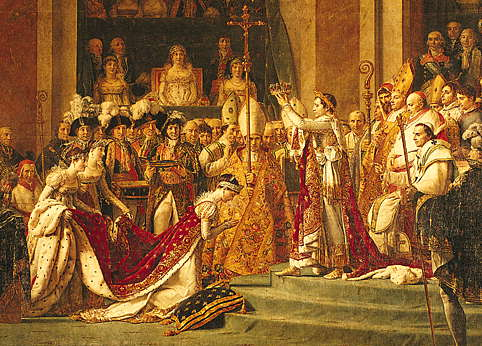
Napoleon kröns till fransmännens kejsare i Notre-Dame i Paris den 2 december 1804

- 1766 – 1766 års tryckfrihetsförordning införs i Sverige.
- 1804 – Napoleon I kröner sig till fransmännens kejsare.
- 1805 – Slaget vid Austerlitz. Napoleon besegrar ryssar och österrikare i sin troligen största seger.
- 1908 – Revolution utbryter på Haiti.
- 1942 – Första demonstrationen av en självuppehållande kärnreaktion vid Chicagos universitet.
- 1954 – Senaten i USA fördömer Joseph McCarthy för ”uppförande som tenderar att dra in senaten i vanära och misstro”.
- 1956
  - Australiens största TV-kanal Seven Network lanseras.
  - Rocklunda IP i Västerås invigs. Den var då världens första konstfrusna arena för bandy.
- 1959 – Thomas S. Gates blir insvuren som den 7:e försvarsministern i Förenta staterna.
- 1971 – Förenade arabemiraten grundas av staterna Abu Dhabi, Ajman, Dubai, Fujayra, Sharja och Umm al-Qaywayn.[3]
- 1975 – Folkrepubliken Laos utropas.[4]
- 1980 – Studio S skapar skandal om videofilmer och begreppet videovåld skapas.
- 1990 – CDU vinner det första alltyska valet.
- 1993 – Den colombianske knarkkungen Pablo Escobar skjuts ihjäl av ett polisiärt specialkommando i sin hemstad Medellín efter att ha varit på flykt under en längre tid.
- 1996 – Tomas Tranströmer mottar Augustpriset.
- 1997 – Ludmila Engquist tilldelas Svenska Dagbladets guldmedalj.
- 2000 – Rockgruppen The Smashing Pumpkins gör sin sista konsert.
- 2004
  - Mijailo Mijailović döms av Högsta domstolen till livstids fängelse för mordet på Anna Lindh.
  - Herman Lindqvists bok Napoleon utkommer.
- 2005 – Spelkonsolen Xbox 360 släpps i Europa.

## Födda
- 1738 – Richard Montgomery, irisk-amerikansk soldat.
- 1760 – John Breckinridge, amerikansk politiker.
- 1817 – Heinrich von Sybel, historiker.
- 1825 – Peter II av Brasilien, kejsare av Brasilien.
- 1833 – Friedrich Daniel von Recklinghausen, tysk patolog.
- 1839 – Anders Larsson, svensk hemmansägare och riksdagspolitiker.
- 1859 – Georges Seurat, fransk konstnär och målare.
- 1880 – Geoffrey Lawrence, brittisk jurist.
- 1885 – George R. Minot, amerikansk läkare och professor, mottagare av Nobelpriset i fysiologi eller medicin 1934.
- 1891 – Otto Dix, målare, grafiker och konstnär.
- 1897 – Hovhannes Bagramjan, armenisk militär, marskalk av Sovjetunionen.
- 1899 – John Barbirolli, brittisk dirigent.
- 1902 – Horace A. Hildreth, amerikansk republikansk politiker och diplomat, guvernör i Maine 1945–1949.
- 1906 – Franz Reichleitner, tysk SS-officer, kommendant i Sobibór.
- 1909 – Grevinnan Marion Dönhoff, bokförläggare.
- 1923 – Maria Callas, grekisk-amerikansk operasångare.
- 1924
  - Alexander Haig, amerikansk general, politiker, Nato-ÖB, utrikesminister.
  - Vilgot Sjöman, svensk filmregissör och författare.
- 1925 – Julie Harris, amerikansk skådespelare.
- 1931
  - Masaaki Hatsumi, japansk kampsportsmästare
  - Edwin Meese III, amerikansk republikansk politiker och USA:s justitieminister 1985–1988
  - Tuomo Polvinen, finländsk historiker
  - Richard Stites, amerikansk historiker
- 1933 – Kent Andersson, svensk skådespelare och revyförfattare.
- 1934 – Tarcisio Bertone, italiensk kardinal.
- 1937 – Manohar Joshi, indisk politiker.
- 1942 – Tim Boswell, brittisk parlamentsledamot för Conservative.
- 1943 – Maria Scherer, svensk journalist, programledare, krönikör och författare.
- 1944
  - Ibrahim Rugova, president i Kosovo.
  - Botho Strauss, tysk författare.
- 1946 – Gianni Versace, italiensk modedesigner.
- 1952 – Carol Shea-Porter, amerikansk demokratisk politiker.
- 1958 – Michaela Jolin, svensk skådespelare och programpresentatör på Sveriges Television.
- 1962
  - Linda McAvan, brittisk EU-parlamentariker.
  - Anders Möller, svensk sångare i Black Ingvars och Swedish Erotica.
- 1967 – Mary Creagh, brittisk parlamentsledamot för Labour 2005–2019.
- 1968
  - Lucy Liu, kinesisk-amerikansk skådespelare.
  - Nate Mendel, amerikansk musiker, basist i Foo Fighters.
  - Rena Sofer, amerikansk skådespelare.
- 1969 – Ulrika Bergquist, journalist och programledare.
- 1973
  - Monica Seles, serbisk-amerikansk tennisspelare.
  - Jan Ullrich, tysk cyklist och vinnare av 1997 års Tour de France.
- 1976 – Jonatan Rodriguez, svensk skådespelare.
- 1978
  - Nelly Furtado, kanadensisk sångare.
  - Christopher Wolstenholme, brittisk musiker, basist i Muse.
- 1980
  - Damir Burić, kroatisk vattenpolospelare.
  - Charlotte Rohlin, svensk fotbollsspelare.
- 1981 – Britney Spears, amerikansk sångare.
- 1983
  - Michael Wesley-Smith, nyzeeländsk skådespelare.
  - Aaron Rodgers, amerikansk quarterback.
- 1985 – Kat, amerikansk skådespelare.
- 1990 – Newkid, svensk sångare.
- 1991 – Charlie Puth, amerikansk sångare.
- 1998 – Juice Wrld, amerikansk rappare.

## Avlidna
- 537 – Silverius, påve från 536 till mars detta år (död denna dag eller 20 juni året därpå).
- 1302 – Audun Hugleiksson, norsk länsherre (avrättad).
- 1547 – Hernán Cortés, spansk upptäckare och erövrare.
- 1552 – Frans Xavier, spansk jesuit och missionär, helgon.
- 1594 – Gerhard Mercator, nederländsk geograf.
- 1653 – Domingo Pimentel Zúñiga, spansk kardinal.
- 1694 – Pierre Puget, fransk målare och skulptör.
- 1723 – Filip II av Orléans, fransk regent under Ludvig XV:s minderårighet.
- 1786 – Abner Nash, amerikansk politiker, guvernör i North Carolina 1780–1781.
- 1809 – John Walker, amerikansk politiker, senator (Virginia) 1790.
- 1810
  - Philipp Otto Runge, tysk målare.
  - Israel Smith, amerikansk politiker, senator (Vermont) 1803–1807.
- 1814 – Markis de Sade, fransk författare.
- 1836 – Carl von Rosenstein, svensk ärkebiskop sedan 1819, ledamot av Svenska Akademien.
- 1840 – Christopher Ellery, amerikansk politiker, senator (Rhode Island) 1801–1805.
- 1849 – Adelaide av Sachsen-Meiningen, drottning av Storbritannien 1830–1837 (gift med Vilhelm IV).
- 1859 – John Brown, militant slaverimotståndare, avrättad genom hängning.
- 1867 – Giuseppe Bofondi, italiensk kardinal.
- 1892 – Jay Gould, amerikansk finansman.
- 1918 – Edmond Rostand, fransk författare och poet.
- 1941 – Ellen Palmstierna, svensk friherrinna, rösträttskämpe, ordförande och delaktig i grundandet av föreningen Rädda Barnen.
- 1943 – Nordahl Grieg, norsk författare.
- 1950 – Dinu Lipatti, rumänsk pianist.
- 1955 – Otto Åhlström, svensk skådespelare och köpman.
- 1961 – Fredrik Böök, litteraturhistoriker, professor, ledamot av Svenska Akademien.
- 1969 – Kliment Vorosjilov, rysk marskalk och politiker, bland annat president (1953–1960).
- 1972 – Ettore Bastico, 96, italiensk militär
- 1980 – Romain Gary, 66, fransk författare, diplomat och filmregissör
- 1982 – Marty Feldman, 48, brittisk komiker
- 1986 – Desi Arnaz, 69, kubansk-amerikansk skådespelare (I Love Lucy)
- 1987 – Luis Federico Leloir, 81, argentinsk biokemist, mottagare av Nobelpriset i kemi 1970
- 1989 – Karl-Erik Alberts, 78, svensk filmfotograf och kortfilmsregissör
- 1990
  - Aaron Copland, 90, amerikansk kompositör
  - Robert Cummings, 80, amerikansk skådespelare
- 1995 – Robertson Davies, 82, kanadensisk författare
- 1998 – Per Mindus, 58, svensk professor i psykiatri
- 2001 – Palle Granditsky, 77, svensk skådespelare, regissör och teaterchef
- 2004 – Alicia Markova, 94, brittisk ballerina
- 2006 – Mariska Veres, 59, nederländsk sångare i gruppen Shocking Blue
- 2008 – Odetta Holmes, 77, amerikansk folksångare
- 2009 – Eric Woolfson, 64, brittisk (skotsk) låtskrivare, sångare och pianist, en av grundarna av The Alan Parsons Project
- 2010 – Rut Cronström, 86, svensk skådespelare
- 2014
  - Bobby Keys, 70, amerikansk saxofonist (bland annat för The Rolling Stones)
  - Jean Béliveau, 83, kanadensisk ishockeyspelare
- 2016 – Gisela May, 92, tysk skådespelare
- 2020
  - Valéry Giscard d’Estaing, 94, fransk politiker, president 1974–1981
  - Rafer Johnson, 86, amerikansk tiokampare och skådespelare, OS-guld 1960
- 2021 – Lawrence Weiner, 79, amerikansk konstnär inom konceptkonsten